# David Frölund
David Anders Frölund (4 giugno 1979) è un ex calciatore svedese, di ruolo centrocampista.
Fino al 2009 era noto come David Marek, suo nominativo originale prima della decisione di cambiare cognome in Frölund.